# Jaljulia (sito archeologico)
Jaljulia è un sito archeologico scoperto nel 2017 viciono l'omonima cittadina nel distretto centrale in Israele, scoperto nel 2017.

## Descrizione
Lo scavo archeologico iniziato nel 2017 a Jaljulia ha portato alla luce, a circa cinque metri di profondità, un sito archeologico di mezzo milione di anni, probabilmente frequentato da cacciatori-raccoglitori; tra i reperti centinaia di asce di selce scheggiate associate alla cultura tardo acheuleana, del periodo compreso tra 500 000 e 200 000 anni dal presente.